# Bzianka (Rzeszów)
Bzianka – część Rzeszowa, dzielnica niestanowiąca jednostki pomocniczej gminy.
Przed włączeniem Bzianka była wsią położoną w województwie podkarpackim, w powiecie rzeszowskim, w gminie Świlcza.
Wieś wraz z jej obrębem ewidencyjnym została włączona do Rzeszowa 1 stycznia 2017 r. Obecnie wchodzi w skład osiedla Nr XXX Bzianka.
Jest najdalej wysuniętą na zachód dzielnicą miasta.
W latach 1975–1998 miejscowość należała administracyjnie do województwa rzeszowskiego.
Na osiedlu znajduje się parafia pod wezwaniem św. Maksymiliana Kolbe, należącej do dekanatu Rzeszów Zachód, diecezji rzeszowskiej, szkoła podstawowa i Dom Strażaka. Mieszkańcy to głównie osoby zatrudnione w mieście oraz drobni rolnicy.
Liczba mieszkańców w różnych okresach:
- 1786 r.: 24 domy i 167 mieszkańców
- 1921 r.: 76 domów 392 mieszkańców
- 2004 r.: 110 domów i 546 mieszkańców

## Historia
Początki osady
Wieś Bzianka powstała prawdopodobnie jeszcze w XIV wieku. Nazwa związana jest najprawdopodobniej z nazwą kwiatostanów bzu.
W pierwszym okresie swego istnienia związana była z włością rzeszowską i z sąsiednią Przybyszówką.
Właściciele
Właścicielami Bzianki w XIV – XV wieku byli pierwsi dziedzice Rzeszowa oraz Przybyszówki, gdzie zlokalizowany był dwór – siedziba posesorów i ośrodek dyspozycyjny majętności. W wieku XVI Bzianka należała do Jana Pileckiego z Łańcuta, po nim do Krzysztofa Głowy z Nowosielec. W XVII i XVIII stuleciu utrzymywała się w rękach właścicieli dóbr rzeszowskich: Mikołaja Spytka Ligęzy, księcia Władysława Dominika Ostrogskiego, Lubomirskich. Na przełomie XVIII i XIX wieku właścicielami wsi byli Głowaccy. W XIX i pocz. XX wieku obszar dworski zmieniał często właścicieli. W 1855 roku należał do Karola Miskieja, w 1890 r. do Majera Brachwelda, a w 1905 r. do Róży Gold. Po 1910 r. majątek dworski został rozparcelowany.
Parafia
Parafia powstała w 1978 r. po wydzieleniu z parafii Przybyszówka. Bzianka posiada murowany kościół, pw. św. Maksymiliana Kolbego, wybudowany w 1982 r.